# العصور الوسطى: الحرب الشاملة

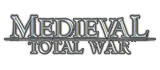

العصور الوسطى: الحرب الشاملة (بالإنجليزية: Medieval: Total War)‏ هي لعبة كمبيوتر تعتمد إستراتيجية تناوب الأدوار وتكتيكات الوقت المناسب، تم تطويرها على يد ذا كريتيف أسمبلي ونشرتها أكتيفيجن. تدور أحداثها في العصور الوسطى، وهي ثاني ألعاب سلسلة الحرب الشاملة بعد لعبة شوغون: الحرب الشاملة. تم الإعلان عن اللعبة في أغسطس 2001، وأطلقت اللعبة في أمريكا الشمالية في 19 أغسطس 2002، وفي أوروبا في 30 أغسطس لنظام التشغيل مايكروسوفت ويندوز.
وكما في لعبة شوغون: الحرب الشاملة، يؤسس اللاعب سلالة إمبراطورية حاكمة في أوروبا وشمال إفريقيا والشرق الأوسط في الفترة من 1087م إلى 1453م. تنهج اللعبة نهجين استراتيجي وتكتيكي، حيث تعتمد استراتيجيًّا على تدرج القتال على مستوى كل مقاطعة على حدة، بينما تُقاتل الوحدات العسكرية ذات الأنواع والقدرات المختلفة ضد بعضها البعض في ساحات معارك ثلاثية الأبعاد.
تلقت اللعبة إشادة من المراجعين، كما أشاد بها العديد من النقاد باعتبارها علامة فارقة في نوعية الألعاب. أشيد بالمعارك لواقعيتها، وإضافتها لمعارك الحصار، ولكنها تلقت أيضاً بعض الانتقادات حول طريقة استخدام الوحدات. أشيد أيضًا بعمق وتعقيد الإستراتيجيات في اللعبة من قِبل المراجعين، إلى جانب الدقة التاريخية. حققت اللعبة نجاحاً تجاريًا، حيث تصدرت جدول ألعاب الفيديو البريطاني عند إصدارها.

## اللعب
القرون الوسطى: الحرب الشاملة تستند إلى بناء إمبراطورية عبر أوروبا في العصور الوسطى وشمال إفريقيا والشرق الأوسط. إنها تُركز على الحرب والدين والسياسة في ذلك الوقت لقيادة اللاعب في النهاية في غزو العالم المعروف. كما هو الحال مع لعبة الحرب الشاملة السابقة، شوغون: توتال وور، تتكون اللعبة من مجالين عريضين من طريقة اللعب: خريطة الحملة قائمة على الأدوار تسمح للمستخدم بتحريك الجيوش عبر المقاطعات، ووكلاء التحكم والدبلوماسية، والدين، والمهام الأخرى المطلوبة لإدارة فصيلهم، وساحة معركة في الوقت الفعلي، حيث يوجه اللاعب المعارك البرية والحصارات التي تحدث.[بحاجة لمصدر]
يُقسم الجزء الاستراتيجي من اللعبة خريطة الحملة إلى عشرين فصيلة من تلك الفترة، بإجمالي اثني عشر فصيلة قابلة للعب.  يعتمد المدى الأولي لمنطقة كل فصيل رئيسي، والفصائل المتاحة، على فترة بداية اللعبة، مُبكراً (1087)، مُرتفعاً (1205) أو مُتأخراً (1321)، مما يعكس الحالة التاريخية لهذه الفصائل بمرور الوقت. تُمثل الفصائل نفسها العديد من الدول الرئيسية في ذلك الوقت، بما في ذلك الإمبراطورية البيزنطية وفرنسا وإنجلترا والإمبراطورية الرومانية المقدسة والأتراك. [بحاجة لمصدر] ظهرت عدة فصائل، مثل القبيلة الذهبية، أثناء اللعب في  وقتهم التاريخي. هذه الفصائل، إلى جانب العديد من الفصائل الأخرى التي ظهرت في بداية الحملة، غير متاحة للاعب في الحملة الرئيسية. يختلف كل فصيل في المنطقة والدين والوحدات؛ ومع ذلك، تشترك الفصائل من نفس الثقافة في العديد من وحداتها الأساسية.
بالإضافة إلى الحملة الرئيسية، تتميز العصور الوسطى: الحرب الشاملة أيضاً، بوضع اللعبة حيث يمكن للاعب القيام بحملات ومعارك تاريخية مختلفة. تسمح الحملات التاريخية للاعب بالتحكم في سلسلة من المعارك الشهيرة من حرب العصور الوسطى، مثل حرب المائة عام والحروب الصليبية، حيث يلعب دور القادة التاريخيين مثل ريتشارد قلب الأسد. في المعارك التاريخية الفردية، يتحكم اللاعب في شخصية تاريخية في معركة منعزلة حدثت في تلك الحقبة، مثل السيطرة على ويليام والاس من خلال معركة جسر ستيرلنغ.

### حملة
تتضمن الحملة الرئيسية في العصور الوسطى: الحرب الشاملة إختيار اللاعب لأحد الفصائل الأربعة عشر القابلة للعب ويقودهم في النهاية في الغزو على خريطة الإستراتيجية. يسيطر كل من الفصائل على عدد من المحافظات التاريخية، والتي تحتوي على الخريطة على قلعة، وإذا كانت تقع بجانب البحر، فإنها تحتوي على ميناء أيضاً. في الحملة، يتحكم اللاعب في البناء وتجنيد الوحدات وحركة الجيوش والأساطيل والوكلاء في كل من هذه المقاطعات، باستخدام هذه الوسائل للاستحواذ على المقاطعات والدفاع عنها. الدبلوماسية والإقتصاد جانبان آخران يمكن للاعب استخدامهما للنهوض بأهدافه، فضلاً عن الوصول إلى المزيد من الوسائل السرية مثل التجسس والإغتيال. الدين مهم للغاية في اللعبة، حيث يستطيع اللاعب تحويل المقاطعات إلى دياناتها الخاصة لتعزيز ولاء الناس. يتوفر وضع حملة آخر تُسمى «الإنجازات المجيدة»، حيث يكون لكل فصيل عدة أهداف تاريخية لتحقيقها، والتي تُسجل نقاطاً؛ الفصيل الذي لديه أكبر عدد من نقاط الإنجاز يفوز باللعبة. يعتمد وضع الحملة على الدور، حيث يمثل كل دور عاماً واحداً، مما يتيح للاعب تلبية جميع احتياجات الفصيل قبل السماح للذكاء الاصطناعي بتنفيذ تحركات وقرارات الفصائل الأخرى.
يتم تنفيذ الحملة بطريقة مماثلة لـ شوغون: توتال وور (الحرب الشاملة)، لكنها تتميز بالعديد من التحسينات. تدور أحداث اللعبة بشكل أساسي في أوروبا، ولكنها تعرض أيضاً الشرق الأوسط وشمال إفريقيا. يمكن أن يحدث الإنتاج في كل مقاطعة، حيث يقوم اللاعب ببناء واحد من مئات المباني والوحدات المتصلة في «شجرة تكنولوجيا اللعبة». الدخل لتطوير المقاطعات والجيوش يأتي من الضرائب في المقاطعات والتجارة مع المقاطعات المجاورة. لا يوجد بحث تقني محدد، ولكن العديد من التطورات، مثل البارود، أصبحت متاحة بمرور الوقت. توفر القلاع الأساس لبناء أكثر تطوراً في اللعبة، حيث يتعين على اللاعبين الترقية إلى مستوى القلعة التالي ليتمكنوا من بناء مبانٍ أكثر تقدماً؛  يمكن إضافة ترقيات مثل الحائط الساتر وأبراج الحراسة إلى القلاع الفردية. العديد من المباني لها وظائف اقتصادية، مثل المراكز التجارية التي تدر المال، في حين أن المباني الأخرى هي مباني عسكرية وتسمح بتدريب أنواع أكثر تقدماً من الوحدات. في حين أن هناك العديد من أنواع الوحدات الشائعة، تتوفر العديد من الوحدات الفريدة. هذه الوحدات إما مقيدة بفصيل واحد أو تعتمد على سيطرة مقاطعة معينة، حيث كل وحدة تمتلك نقاط قوة وضعف مختلفة.  
لكل فصيل مجموعة متنوعة من الجنرالات، بعضهم مرتبط بالعائلة المالكة والمرتبطين بالعرش، والبقية أعضاء النبلاء الذين يقودون الوحدات الميدانية ويمكنهم تولي مناصب الدولة. كل من هذه الشخصيات لها تصنيف أساسي لعدة سمات، مثل القدرة على القيادة والتقوى، مما يؤثر على كيفية قيامهم بواجباتهم في ساحة المعركة وحكم المقاطعات. هذه السمات وعوامل أخرى مثل الصحة، تتأثر بـ «الرذائل والفضائل» التي تُحدد شخصية الشخصية وأفعالها. يُمكن اكتساب هذه السمات على ما يبدو بشكل عشوائي، أو يمكن إعطاؤها للشخصية من خلال الإجراءات في اللعبة. يمكن تدريب الوحدات غير العسكرية، التي يشار إليها مجتمعة باسم «العملاء». تعتمد أنواع العملاء التي يمكن للفصيل إنتاجها على دينها، لكن لدى كل الفصائل مبعوثون وجواسيس وقتلة متاحون لهم. يقوم المبعوثون بمهام دبلوماسية مثل بدء التحالفات بين فصيلين أو رشوة الجيوش الأجنبية؛ يسمح الجواسيس بجمع معلومات مفصلة من مقاطعات أو شخصيات أجنبية، بينما يمكن للقتلة محاولة قتل كل من الوحدات الأجنبية والمحلية. تتمتع الفصائل أيضاً بإمكانية الوصول إلى وكلاء دينيين مختلفين لنشر دينهم، ويمكن للفصائل المسيحية تزويج أميراتها لجنرالات محليين أو فصائل أخرى لأسباب سياسية. من حين لآخر في اللعبة، سيتم تدريب شخصية تحمل اسم شخصية تاريخية مشهورة، بقدرات بداية أفضل من المعتاد. جنرال مثل ريتشارد قلب الأسد أو السيد أو صلاح الدين سيكون قائداً عسكرياً متمكناً، بينما الأسقف مثل «توماس بيكيت» سيكون لديه تقوى أعلى من المعتاد. يمكن أن تحدث الثورات إذا انخفض ولاء مقاطعة معينة بشكل منخفض جداً،  مع ظهور جيش من المتمردين في المحافظة لمحاولة السيطرة من الملاك. قد تحدث الحروب الأهلية أيضاً إذا كان لدى العديد من الجنرالات الذين يقودون جيوش كبيرة ولاء منخفض بدرجة كافية. في حالة اندلاع حرب أهلية، يُعطى اللاعب خيار دعم الحكام الحاليين أو المتمردين  تم التخطيط للسماح للفصائل الأخرى التي قدمت مطالبة مسبقة بالعرش بالزواج من الأميرات للانضمام إلى حرب أهلية للمطالبة بالعرش لأنفسهم؛ ومع ذلك، لم يتم تنفيذ هذا مُطلقاً. يتم تنفيذ الحرب البحرية على خريطة الحملة، حيث يمكن بناء السفن وتنظيمها في أساطيل. يمكن استخدام هذه الأساطيل للتحكم في المناطق البحرية للعبة وتشكيل ممرات بحرية، مما يسمح بحركة التجارة والقوات بين المقاطعات التي أنشأت ميناء. يمكن أن تشارك الأساطيل في معارك بحرية مع الأساطيل الأجنبية، على الرغم من أنه على عكس المعارك البرية يتم حلها بواسطة الكمبيوتر. يلعب الدين جانباً مهماً في العصور الوسطى: الحرب الشاملة، حيث تؤثر الاختلافات الدينية بين الفصائل الكاثوليكية والأرثوذكسية والمسلمة على الدبلوماسية والولاء السكاني. يجب على الفصائل الكاثوليكية أيضاً الاستجابة لرغبات الولايات البابوية؛  تحصل الفصائل على الدعم من خلال الامتناع عن القتال مع الدول الكاثوليكية الأخرى والرد على الحروب الصليبية، وإلا فإنها تتعرض لخطر الحرمان الكنسي. إن خيار شن حرب مقدسة على شكل حملة صليبية أو جهاد مفتوح لكل من الفصائل الكاثوليكية والإسلامية.

### الحرب
نظام المعركة يحدث في ساحة معركة ثلاثية الأبعاد في الوقت الفعلي، بدلاً من نظام الحملة القائم على الدور. تشبه المعارك تلك الموجودة في شوغون: توتال وور، حيث يشترك جيشان من الفصائل المتعارضة في القتال حتى يتم هزيمة أحد الجانبين أو انسحابه. العصور الوسطى: الحرب الشاملة تحدث عندما ينقل اللاعب أو الذكاء الاصطناعي جيوشهم إلى مقاطعة يسيطر عليها فصيل معاد. يُعرض على اللاعب بعد ذلك خيار خوض المعركة على خريطة المعركة، أو السماح للكمبيوتر بحلها تلقائياً. إلى جانب معارك الحملة، يتمتع اللاعبون بخيار كل من المعارك التاريخية والمخصصة حيث يتحكم اللاعب في المناخ والوحدات والتضاريس التي ستكون موجودة في ساحة المعركة.
خلال المعارك، يتحكم اللاعبون في جيش من القرون الوسطى يحتوي على وحدات مختلفة، مثل الفُرسان ورجال الأقواس الطويلة، ولكل منها مزايا وعيوب مختلفة وفعالية عامة. يجب على اللاعبين استخدام تكتيكات العصور الوسطى من أجل هزيمة أعدائهم، وذلك باستخدام التشكيلات التاريخية لمنح الوحدات مزايا في المواقف المختلفة. تكتسب جميع الوحدات في اللعبة نقاط خبرة، والمعروفة باسم «الشجاعة» والتي تعمل على تحسين فعالية الوحدة في القتال كلما زادت. تحتوي كل خريطة معركة على تضاريس مختلفة بناءً على تلك الخاصة بالمقاطعة على خريطة الحملة، مع خرائط منفصلة لكل من الحدود بين المقاطعات - تتوفر للعبة أربعمائة خريطة فريدة. يختلف المناخ والمحيط ونمط البناء لكل خريطة حسب الجزء من العالم الذي تقع فيه؛ على سبيل المثال: سيكون لخريطة في الشرق الأوسط مناخ حار ومشمس وتضاريس رملية وعمارة إسلامية. تعتبر الحصار جانباً مُهماً من اللعبة التي تم تقديمها إلى سلسلة الحرب الشاملة، والتي تحدث عندما يختار الجيش الغازي مهاجمة الجيش المدافع الذي تراجع داخل قلعة المقاطعة. عند بدء الاشتباك، يجب على المهاجم أن يشق طريقه عبر دفاعات القلعة، ليفوز بالمعركة بمجرد هزيمة وحدات العدو. تتمتع كل وحدة في اللعبة بمعنويات، والتي يمكن أن تزداد إذا كانت المعركة تسير بشكل جيد لفصيلها، أو تنخفض في مواقف مثل الخسائر الفادحة المستمرة. يُمكن أن تنخفض المعنويات بدرجة كافية لإجبار الوحدة في النهاية على الخروج من ساحة المعركة، مع وجود خيار لدى اللاعب لمحاولة حشد الرجال مرة أخرى إلى المعركة من خلال جنرالهم. يمكن لجيش كل جانب الاستيلاء على وحدات العدو الموجه وإعادتها إلى الفصيل المالك، مع وجود جنرالات مهمين لديهم قيم فدية أكبر.

### متعددة اللاعبين
تتميز العصور الوسطى: الحرب الشاملة بوضع لعب متعدد اللاعبين مشابه لما في شوغون: توتال وور، حيث يمكن للاعبين المشاركة في معارك في الوقت الفعلي مع ما يصل إلى سبعة لاعبين آخرين. يقوم اللاعبون بإنشاء والتحكم في جيوش من الفصائل المتوفرة في اللعبة، حيث يمكن للاعبين استخدامها للمنافسة في البطولات عبر الإنترنت أو المعارك العرضية. لا يمكن لعب وضع الحملة متعددة اللاعبين؛ تمت إضافة هذه الميزة لاحقاً إلى سلسلة الحرب الشاملة في إمبير: توتال وور ولكن فقط في المرحلة التجريبية قبل إزالتها لاحقاً.

## التطوير
القرون الوسطى: الحرب الشاملة تم الإعلان عنها في الأصل من قبل كريتيف أسمبلي في 3 أغسطس 2001، مع العنوان العملي لـ كروسادور: الحرب الشاملة. بدأ تطوير اللعبة بعد فترة وجيزة من إصدار شوغون: توتال وور. في وقت مبكر من التطوير، تقرر تغيير الاسم إلى العصور الوسطى: الحرب الشاملة؛ كان من المفترض أن يكون لهذا الاسم اسم يعكس بشكل أفضل نطاق اللعبة. في بيان صحفي، أعلنت كريتيف أسمبلي أن اللعبة ستنشرها أكتيفيشن بدلاً من إلكترونك آرتس ناشر الألعاب السابقة.
حددت كريتيف أسمبلي أيضاً ميزات اللعبة، بما في ذلك اللعبة التي تغطي حقبة القرون الوسطى من القرن الحادي عشر إلى القرن الخامس عشر، مع قدرة اللاعبين على المشاركة في سيناريوهات تاريخية مختلفة في ذلك الوقت، مثل حرب المائة عام. أعطت الإصدارات الإعلامية على مدى الأشهر اللاحقة لقطات شاشة للعبة، مع مزيد من المعلومات حول العصور الوسطى: ميزات الحرب الشاملة.  
تستخدم اللعبة إصداراً مُحدثاً من محرك اللعبة المستخدم في شوغون: توتال وور مما يسمح بمعارك أكبر مما كان مُمكناً في السابق مع زيادة حد القوات بمقدار عشرة آلاف. كما أتاح محرك اللعبة المحسّن المزيد من خرائط المعارك أكثر مما كان ممكناً في السابق، ويعتمد الآن على مكان تواجد الجيوش المتصارعة على الخريطة الإستراتيجية. تضمنت التحسينات الجديدة الأخرى في ساحة المعركة التضاريس المفصلة بالقرى والنباتات وآليات حصار القلعة المحسّنة، حيث يتعين على اللاعبين الآن التركيز على تدمير الجدران قبل مهاجمة القلعة والاستيلاء عليها. [بحاجة لمصدر] تتميز اللعبة بالذكاء الاصطناعي المحسن من شوغون: توتال وور مع الوحدة الفردية لمنظمة العفو الدولية والذكاء الاصطناعي التكتيكي - الذي يتحكم في تكتيكات الجيش الشاملة - منفصلين للسيطرة بشكل أكثر فعالية على القوات المعارضة.
صرح المدير الإبداعي لـ كريتيف أسمبلي "مايكل دي بلاتير" في مقابلة أنه "لم نكن راضين تماماً عن اسم (كروسادر)؛ لم يغطي النطاق الكامل أو التنوع الغني للعبة". تم اختيار التركيز على فترة العصور الوسطى لأنه "كان مناسباً تماماً للاتجاه الذي أردنا أن نأخذ فيه طريقة اللعب؛ أردنا الحصول على قلاع رائعة وحصارات مذهلة. كتب المصمم "مايك برونتون" قبل المباراة  صدر أن الحصار كان أحد أهم الميزات التي يجب إضافتها إلى سلسلة الحرب الشاملة مُوضحاً كيف أدت إلى زيادة حد القوات من عشرين في شوغون: توتال وور إلى أكثر من مئة في العصور الوسطى: الحرب الشاملة. لزيادة المصداقية، تم إجراء بحث في جوانب فترة العصور الوسطى مثل الاغتيالات والشخصيات التاريخية.
تم تضمين قادة الفترة في اللعبة؛  لتمثيل شخصياتهم وأفعالهم، تم دمج نظام «الرذائل والفضائل» في اللعبة، والذي تم تصميمه لجعل الشخصيات أكثر واقعية في أفعالهم. تم إصدار عرض توضيحي للعبة في 26 يونيو 2002، والذي يتضمن مهام تعليمية وكاملة مهمة لاعب واحد. تم إصدار اللعبة في 19 أغسطس في أمريكا الشمالية وفي 30 أغسطس في أوروبا. أصدرت كريتيف أسمبلي تصحيحاً في 5 نوفمبر 2002، والذي كان يهدف إلى إصلاح العديد من الأخطاء التي كانت لا تزال موجودة في اللعبة. تم إصدار معركة تاريخية جديدة مبنية على معركة ستامفورد بريدج في وقت لاحق من قِبل كريتيف أسمبلي، والتي أصبحت متاحة من خلال «ألعاب الحرب».

## الإقبال
العصور الوسطى: الحرب الشاملة تلقت مراجعات «مواتية» وفقاً لموقع تجميع المراجعة على الويب ميتاكريتيك. في المملكة المتحدة، صعدت اللعبة مباشرةً إلى قمة مخطط لعبة الفيديو بعد إصدارها، وظلت في القمة لمدة أسبوعين. حصلت في النهاية على جائزة المبيعات «الفضية» من جمعية ناشري برامج الترفيه والتسلية، مما يشير إلى مبيعات لا تقل عن 100000 نسخة في المملكة المتحدة. شهدت الرسوم البيانية للولايات المتحدة وصول العصور الوسطى: الحرب الشاملة إلى المركز الرابع في أسبوعها الثاني بعد إطلاقها، خلف وور كرافت 3، ذا سيمسز وتوسعها ذا سيمس فيكيشن. باعت أكثر من 100000 نسخة في المنطقة بحلول أغسطس 2006، لكنها هُزمت من قبل خليفتها روما: توتال وور التي بلغت مبيعاتها 390 ألفاً هناك.
أشاد المراجعون بالعديد من العوامل المختلفة التي تزيد من تعقيد الحملة، وأشار أكشن تريب إلى أن «العصور الوسطى تضيف توازناً استراتيجياً جديداً للعبة، والتي تعلم أن الإمبراطوريات العظيمة تأتي بمسؤولية أكبر». أشاد يورو غيمر بالطريقة التي كان على اللاعب أن يدير بها قوائم انتظار الإنتاج، وحراسة ولاء الجنرالات المهمين والاستفادة من الجواسيس والقتلة، واصفاً مستوى التحكم بأنه «متقدم كثيراً عن أي شيء شوهد في اللعبة السابقة» ؛ تمت مشاركة العديد من المراجعات الأخرى وأخذت نفس الرأي المشابه. تمت الإشادة بعدد الفصائل في اللعبة، ولكل منها وحداتها وأقاليمها الدقيقة تاريخياً، حيث صرحت كل من آي جي إن وغيم إنفورمر أنها «تمنح اللعبة قيمة إعادة تشغيل كبيرة». مع إضافة غيم سبوت «الجزء الاستراتيجي  الآن لديها الكثير من الخيارات».
أشاد العديد من المراجعين بحقيقة أن الإعداد التاريخي للعصور الوسطى قد تم دمجه جيداً في اللعبة؛ إعتراف منطقة الكمبيوتر الشخصي «بالوحشية وعدم الاستقرار» في تلك الحقبة متضمنة جيداً في اللعبة، مع مدح غيم سبوت للدين في اللعبة «لعب الدين دوراً هائلاً في تشكيل التاريخ، وهو كذلك في اللعبة».
صرحت غيم سباي بأن المواقف التاريخية المختلفة لفتت الانتباه إلى التفاصيل «مثيرة للإعجاب وجديرة بالملاحظة» كما تم استقبال نظام المعركة التاريخي بشكل كبير من عالم ألعاب الكمبيوتر مُشيراً إلى أنها «تقدم لمحة حقيقية عن الماضي» بنجاح. ومع ذلك، علقت غيم سبوت على مشكلة تتعلق بنقص المعلومات «ستواجه صعوبة في تتبع كل ما يجري في مقاطعاتك» مما يشير إلى أنه يمكن حل هذه المشكلة من خلال واجهة أكثر إفادة. بشكل عام، أثنى المراجعون بشدة على طريقة اللعب الإستراتيجية، حيث قال الكثيرون إنها تشبه لعبة على غرار الحضارة.
نظام المعركة في القرون الوسطى: الحرب الشاملة اعتبر العديد من المراجعين أن توتال وور هي أبرز ما في اللعبة. في مراجعتهم، شعرت يورو غيمر أن «الإحساس بالحجم والدراما في هذه الصراعات لا يُصدق» مُشيدتاً بالتأثيرات البصرية والقتال. أشادت آي جي إن بساحات المعارك المختلفة وبيئاتها، مع موافقة العصور الوسطى: أكشن تريب على أن العصور الوسطى: الحرب الشاملة تبدو أفضل من شوغون: الحرب الشاملة، مضيفاً أن التضاريس والوحدات أكثر تفصيلاً من تلك الموجودة في شوغون: توتال وور.
أشاد موقع غيم سبوت بالمعارك الواقعية، مُشيراً إلى أن اعتبارات ساحة المعركة الواقعية مثل التعب والذخيرة والوجه والمعنويات المتضمنة في اللعبة كانت بمثابة "تغيير مرحب به".  صرحت غيم سباي أيضاً أن المعارك "الفوضوية" كانت مناسبة للعصر، لكنها انتقدت جانب الحصار، مدعية أنه "واضح جدًا ومخيب للآمال"، مع نقص في التفاصيل مقارنة بالعناصر ثلاثية الأبعاد الأخرى. إستقبل آي جي إن الموسيقى التصويرية للعبة بشكل جيد "الموسيقى التصويرية مليئة بلحظات الأوركسترا الحساسة للسياق والتي تجعلك في حالة مزاجية للذبح الدموي" وعلقت على أنها مناسبة للعبة "تقدم عدداً من الجسد لا مثيل له. أعجبت أكشن تريب أيضاً بكيفية تغير موسيقى اللعبة مع بدء المعركة ، وأثنت على كريتيف أسمبلي "لتأثيراتها الصوتية والمرئية الموضوعة ببراعة". كان يعتقد أن الذكاء الاصطناعي للقرون الوسطى: توتال وور قد تحسنت كثيراً عن سابقتها، حيث أشارت سي جي دبليو إلى أن الذكاء الاصطناعي كان ذكياً بما يكفي لمنع القوة الغاشمة وحدها من الفوز بالمعارك.
تم تلقي الانتقادات على المعارك الأكبر التي أعطت معدلات إطار وأداء منخفضة، بينما أشارت أكشن تريب أيضاً إلى العديد من مشكلات إدارة الوحدة مع تحديد المسار ومواجهة الوحدة، قائلة «إنه من المحبط رؤية الرماة يواجهون الطريق الخطأ». العصور الوسطى: الحرب الشاملة  تلقت مراجعات إيجابية للغاية، على الرغم من بعض الانتقادات، اكتسبت تمييزاً كبيراً من الصناعة. تلخيص غيم سبوت بالقول إنه على الرغم من أن اللعبة «ليست مناسبة تماماً للاعبين العاديين» فإن معظم لاعبي الإستراتيجية «سيجدون الكثير مما يعجبهم ، لفترة طويلة جداً». على الرغم من أن غيم سباي وصف العصور الوسطى: الحرب الشاملة نظراً لكونها «ضربت بعض المطبات في الطريق»، فقد ذكروا أن اللعبة بها ما يكفي لإبقاء اللاعبين مهتمين لعدة أشهر. كان يورو غيمر مُتحمساً في إعلان العصور الوسطى: الحرب الشاملة "علامة فارقة في الألعاب".  اختتم آي جي إن بالقول إن اللعبة «تقدم تجربة شاملة» بينما أنهت سي جي دبليو بالإعلان "ببساطة لا توجد مساحة كافية في هذه المجلة لتمجيد مزاياها".

## الجوائز
العصور الوسطى: الحرب الشاملة  حصلت على عدد من جوائز الصناعة. أطلق عليها (بي سي غيمر يو كي) لقب أفضل لعبة لعام 2002، لتحل محل الإدخال السابق، فالف هاف-لايف. في منح هذا الامتياز ، صرح بي سي غيمر  "لقد كان المنافس الوحيد." حصلت اللعبة على جائزة EMMA في التميز التقني عن صوتها بواسطة جيف فان ديك، وأشاد بامتلاكها "مسار صوتي للعبة والنتيجة المورقة، تمتزج جيداً وتضيف ديناميكياً إلى طريقة اللعب. تبدو المقطوعات الموسيقية المتنوعة الواسعة أصيلة وتشارك المستخدم بشكل كامل. تلقت اللعبة عدداً من الفروق من منشورات اللعبة ، مثل جائزة" أفضل لعبة إستراتيجية لعام 2002 " من غيم سباي، مُشيراً إلى "ليس الأمر أن العصور الوسطى هي مجرد لعبتين رائعتين في لعبة واحدة. إنها لعبتان تتغذيان من بعضهما البعض من أجل الاندفاع المطلق." وجائزة العام عن إنتاج القرون الوسطى: الحرب الشاملة. اختارت غيم سبوت لعبة العصور الوسطى كأفضل لعبة كمبيوتر في أغسطس 2002، ثم قدمت اللعبة لاحقاً جائزة "أفضل لعبة إستراتيجية لاعب واحد على الكمبيوتر".
أطلق محررو مجلة ألعاب الكمبيوتر على اللعبة لقب ثامن أفضل لعبة كمبيوتر لعام 2002، ووصفوها بأنها "غنية بالجو ومقنعة لساعات طويلة[بحاجة لمصدر]". تم ترشيحها لجائزة بي سي غيمر يو أس «أفضل لعبة إستراتيجية تعتمد على الأدوار لعام 2002» وجائزة «أفضل لعبة إستراتيجية للعام» في عالم ألعاب الكمبيوتر، والتي ذهبت في النهاية إلى مهمة كومبات: بربروسا إلى برلين وقوة الحرية، على التوالي. سلط محررو المجلة الأخيرة الضوء على "عظمة العصور الوسطى وازدهارها في محاكاة التاريخ الأوروبي[بحاجة لمصدر]".

## التوسعات والإصدارات
أعلنت الجمعية الإبداعية عن تطوير حزمة توسع، العصور الوسطى: الحرب الشاملة - غزو الفايكنج، في 7 يناير 2003. تضيف حزمة توسيع غزو الفايكنج، حملة الفايكنغ التي تجري من 793 إلى 1066، على خريطة موسعة للجزر البريطانية وغرب الدول الاسكندنافية. تستبدل الحملة الفصائل الأصلية بممالك أنجلو ساكسونية وسلتيك سابقة مثل ويسيكس، وميرسيا ، وويلز، واسكتلندا، بالإضافة إلى الفايكنج. تم تصميم فصيل الفايكنج للإغارة على الجزر البريطانية؛ ولتحقيق ذلك، يتمتع الفصيل بإمكانية الوصول إلى سفن أسرع ويكسب المال مقابل كل مبنى مدمر على خريطة المعركة. تهدف الفصائل الأنجلوسكسونية والسلتيك إلى صد الفايكنج والسيطرة في النهاية على الجزر البريطانية. تم تضمين وحدات تاريخية جديدة مع حزمة التوسعة، مثل هوسكارلس. القرون الوسطى: الحرب الشاملة - غزو الفايكنج، العديد من التحسينات التي تمت إضافتها أيضاً إلى الحملة الأصلية: الذخيرة المشتعلة تمنح اللاعب خيار إشعال قلاع العدو، وشاشة نشر قبل المعركة، مما يسمح للاعب بتنظيم قواته وعرض التضاريس والقوات المعارضة قبل بدء المعركة. بالإضافة إلى ذلك، تمت إضافة ثلاث فصائل جديدة إلى العصور الوسطى الرئيسية: حملة الحرب الشاملة، جنباً إلى جنب مع مدفعية «ريبولد» ورقعة اللعبة. تم إصدار حزمة التوسيع في 7 مايو 2003 في الولايات المتحدة وفي 9 مايو في المملكة المتحدة.
أنتج أكتيفيجن، ناشر اللعبة، مزيجاً من العصور الوسطى: الحرب الشاملة والعصور الوسطى: الحرب الشاملة غزو الفايكنج، يُطلق عليه اسم العصور الوسطى: مجموعة توتال وور باتل والذي صدر في 7 يناير 2004. العصور الوسطى: مجموعة توتال وور باتل احتوت على كل من الألعاب، مُصححة بأحدث إصدار، وكتيباتها. في 30 يونيو 2006، أصدرت سيجا، الشركة التي تولت نشر السلسلة، إصداراً لهواة الجمع من سلسلة الحرب الشاملة، بعنوان الحرب الشاملة: إيراس. تضمنت النسخة نُسخاً مصححة من شوغون: توتال وور والعصور الوسطى: الحرب الشاملة وروما: الحرب الشاملة، جنباً إلى جنب مع حزم التوسعة، وفيلم وثائقي يوضح بالتفصيل إنشاء سلسلة اللعبة، وتذكارات الحرب الشاملة.

### استقبال
تلقى غزو الفايكنغ مراجعات "إيجابية" وإن كانت أقل بقليل من العصور الوسطى: الحرب الشاملة، وفقا لميتاكريتيك. شعر المراجعون أن ميزات طريقة اللعب الجديدة للفايكنج كانت أهم تحسين لحزمة التوسعة حيث أشاد يورو غيمر بنظام إقتحام الفايكنج باعتباره شيئاً يصلح ما "افتقدته العصور الوسطى الأصلية. أشاد أكشن تريب بالحملة الجديدة باعتبارها تحدياً للاعبين: "حتى في إعدادات الصعوبة العادية، فإن غزو الفايكنغ هي لعبة صعبة للغاية"، وهي وجهة نظر يشاركها نقاد آخرون. وقد أثنت غيم سبوت على شاشة ما قبل المعركة، واصفة إياها بأنها "ميزة سهلة الاستخدام". كما أشادت غيم سبوت أيضاً بالإضافات الجديدة للحملة الأصلية، مشيرة إلى أنها "جعلت حصار القلعة أكثر إثارة للاهتمام".
كان النقد الرئيسي للقرون الوسطى: الحرب الشاملة - غزو الفايكنغ هو الرسومات، حيث صرح كل من أكشن تريب ويورو غيمر أنهما "بدآ يشعران بصعوبة بعض الشيء". اعتبرت غيم سبوت أيضاً أن الإفتقار إلى خيارات متعددة اللاعبين الجديدة أمر «مؤسف»، مشيرة إلى أن «خيار حملة متعددة اللاعبين سيكون ميزة جديدة رائعة». بشكل عام تم استقبال التوسع بشكل جيد من قبل النقاد في الصناعة. وإختتم آي جي إن بالقول إن المعجبين «لن يخيب أملهم من غزو الفايكنج»، بينما أنهت أكشن تريب التصريح «الرسومات بدأت تبدو قديمة» لكن التحدي جعل التوسيع «يستحق العناء». انتهت مراجعة غيم سبوت بالقول «بشكل عام، التوسيع هو إضافة رائعة إلى العصور الوسطى» واختتم يورو غيمربالإشادة بالإضافة التي أدخلتها إلى العصور الوسطى: الحرب الشاملة "إنها حزمة توسع تستحق لعبة ممتازة حقاً". رشح محررو عالم ألعاب الكمبيوتر لعبة غزو الفايكنغ «لجائزة حزمة التوسعة لهذا العام» لعام 2003، لكنها خسرت أمام (باتل فايلد 1942: الأسلحة السرية للحرب العالمية الثانية)؛ كما كان المركز الثاني لجائزة «توسع العام» لمجلة ألعاب الكمبيوتر والتي ذهبت في النهاية إلى لعبة (السعي الدائم: الأبراج المحصنة المفقودة في نورات).

## روابط خارجية
ا لعصور الوسطى: الحرب الشاملة على موبي غيمز
العصور الوسطى: الحرب الشاملة - غزو الفايكنغ على موبي غيمز
  موقع الحرب الشاملة الرسمي
الموقع الرسمي لجمعية الإبداع